# 狼男アメリカン
『狼男アメリカン』（おおかみおとこアメリカン、原題: An American Werewolf in London）は、1981年のアメリカ映画。

## 概要
ジョン・ランディス監督のホラー・コメディで、彼の人気を決定付けた作品であり、後々カルト的な人気を得ることになる。1997年には続編でもある『ファングルフ/月と心臓』が撮られるものの、スタッフ及びキャストはオリジナルには関わっておらず、関連性も薄い。
特殊効果担当のリック・ベイカーは、同業者で弟子にあたるロブ・ボッティンが狼男映画『ハウリング』にて手がけた変身シーンに刺激を受け、本作では「明るい光の中での変身」という意欲的なシーンに挑戦。これにより、1981年のアカデミー賞にてメイクアップ賞を受賞している。
日本では、『ブルームーン殺人事件』などの題名で紹介されたりと幾度か邦題が変わった経緯があり、公開間近になって現在の『狼男アメリカン』になった。公開当時、ホラー映画のSFXがブームとなっていて、その中でも評判だったのが『ハウリング』の狼男変身場面であった。『ハウリング』が夜中、暗闇の中での変身だったのに対して本作では「昼間」しかも「全身」という2点のポイントを売りにしていた。

## ストーリー
イギリスにヒッチハイク旅行へ出かけたアメリカ人大学生のディビッドとジャック。ある満月の夜、荒野を歩く2人は大きな獣に襲われる。近くに住む村人達によって獣は射殺されたものの、ジャックはその場で命を落とし、ディビッドも重傷を負う。朦朧とする意識の中、獣の正体を確かめようとしたディビッドだったが、そこには男の死体があるだけだった。
治療を受け、順調に回復するディビッド。しかし、彼の眼前には死んだはずのジャックが度々あらわれる。ディビッドにしか見えず、時が経つにつれ腐敗していくジャックは「自分達を襲ったのが狼男であり、生き残って“狼男の呪い”を受け継いだディビッドは満月の夜に狼へと変身する」ことを告げ、呪いの連鎖を止めるためにディビッド自ら命を絶つよう進言する。
苦悩するディビッドが決断できぬまま、満月の夜が訪れる。歪んでいく全身を体毛が覆い、ついに巨大な狼へと変身を遂げたディビッドは、咆哮と共に街へ出る。通行人を襲いながら大通りを闊歩するディビッドだが、駆けつけた警官たちの射撃により絶命。恐る恐る近づく人々が目にしたのは、人間の姿を取り戻し、静かに横たわるディビッドの遺体だった。

## キャスト
| 役名                       | 俳優                       | 日本語吹替 |
| -------------------------- | -------------------------- | ---------- |
| デヴィッド・ケスラー       | デヴィッド・ノートン       | 田中秀幸   |
| ジャック・グッドマン       | グリフィン・ダン           | 中尾隆聖   |
| アレックス・プライス看護師 | ジェニー・アガター         | 弥永和子   |
| J・S・ハーシュ医師         | ジョン・ウッドヴァイン     | 北原義郎   |
| スーザン                   | アン＝マリー・デイビス     | 小宮和枝   |
| ビリエ                     | ドン・マキロップ           | 上田敏也   |
| コリンズ                   | フランク・オズ             | 矢田耕司   |
| マクナマス                 | ポール・ケンバー           | 嶋俊介     |
| ジェラルド・ブリングスリー | マイケル・カーター         | 石丸博也   |
| ショーン                   | クリストファー・スコラー   | 幹本雄之   |
| ハリー                     | ジェフリー・バリッジ       | 速水奨     |
| 酒場の女主人               | ライラ・ケイ               | 遠藤晴     |
| 酒場でダーツをする男       | デヴィッド・スコフィールド | 秋元羊介   |
| 酒場の老人                 | ブライアン・グローヴァー   | 辻村真人   |

- その他の吹替：飯塚昭三、加藤正之、佳川紘子、山本嘉子、芝夏美、向殿あさみ、大塚芳忠
- 演出：佐藤敏夫、翻訳：岩本令、調整：小野敦志、効果：遠藤堯雄、桜井俊哉、選曲：東上別符精、制作：東北新社
- 日本語吹替 - 初回放送1983年11月2日、日本テレビ『水曜ロードショー / 狼男アメリカン 空前描写!!これぞ世界一の変身テクニック』。
  - 2024年6月5日発売の『ユニバーサル 思い出の復刻版 Blu-ray』に収録。

## スタッフ
- 監督：ジョン・ランディス
- 製作：ジョージ・フォルシー・Jr
- 製作総指揮：ピーター・グーバー、ジョン・ピーターズ
- 脚本：ジョン・ランディス
- 撮影：ロバート・ペインター
- 特殊メイク：リック・ベイカー
- 音楽：エルマー・バーンスタイン
- 日本語字幕：野中重雄[2]

## 賞歴
- 1981年度第9回サターンホラー映画賞受賞